# 封魔奴
封魔奴（416年—483年12月23日），字君明，史书名为封磨奴，渤海蓨縣（今河北景縣）人。中國北魏時期人物。

## 生平
祖父封懿，后燕任左民尚书、德阳乡侯，北魏任都坐大官、章安子，父封虔之（封勗），太原王国左常侍。封魔奴在明元帝拓跋嗣时坐伯父封玄之谋乱罪被刑为宦人，450年崔浩被杀后，北魏太武帝对封魔奴说：“汝本应全，所以致刑者，由浩也。”封魔奴在北魏宫中任内行内小，掌文秘之职，后为中曹监，出使张掖郡，祭祀名山。回朝后加建威将军，赐爵富城子。寻迁给事中，北朝此职为第三品。又除使持节冠军将军、怀州刺史，进爵富城侯。以病求解任，优旨征还。
太和七年冬十一月九日（483年12月23日）在代京平城（今山西大同）去世，时年六十有八。有诏赠使持节平东将军、冀州刺史、勃海郡公，谥曰定。八年春二月，窀穸于代郡平城县之桑干水南。北魏孝文帝迁都洛阳后，正光二年冬十月乙丑朔廿日甲申改葬于本邑（河北省景县封氏墓群）。

## 家族

### 祖父
- 封懿，后燕左民尚书、德阳乡侯，北魏都坐大官、章安子[1]

### 父母
- 封虔之，北魏太原王国左常侍[1]
- 中山郎氏，凉明威将军郎和之女[1]

### 兄弟姐妹
- 封氏，嫁北魏赵郡太守李均[2]

### 夫人
- 郎氏[1]

### 嗣子
- 封叔念，封魔奴四从兄渤海太守封鉴第五子，过继给封魔奴[1]